# Nucleus emboliformis
Der Nucleus emboliformis („Pfropfkern“, Syn. Nucleus interpositus anterior) ist ein Kerngebiet im Kleinhirn. Er ist beim Menschen etwa 1,5 cm groß und bezieht seine Afferenzen aus dem Spino- und Pontocerebellum (→ Kleinhirngliederung). Seine Efferenzen ziehen über den oberen Kleinhirnstil zum Nucleus ruber der Gegenseite.